# コヤ・クシリマイ
コヤ・クシリマイ（Coya Cusirimay、fl.1493年）は、インカ帝国の皇女で、兄弟のサパ・インカ・ワイナ・カパックと結婚したことで皇后となった女性。自然災害が発生した後に、彼女は人々の安心と幸福を調整する役割を担っていた。彼女は皇帝に次ぐ権力を持っていた。
コヤ・クシリマイは、トゥパック・インカ・ユパンキとママ・オクリョ・コヤの娘であり、ワイナ・カパックの全血姉妹だった。1493年に皇位が継承された後、彼女は慣習に従って兄弟と結婚し、インカ帝国の第11代コヤになった。コヤ・クシリマイには息子がいなかったと伝えられており、彼女の夫による治世の早い段階で死去した。